# Euthalia annae
Euthalia annae är en fjärilsart som beskrevs av Hagen 1896. Euthalia annae ingår i släktet Euthalia och familjen praktfjärilar. Inga underarter finns listade i Catalogue of Life.